# Jack Wilshere

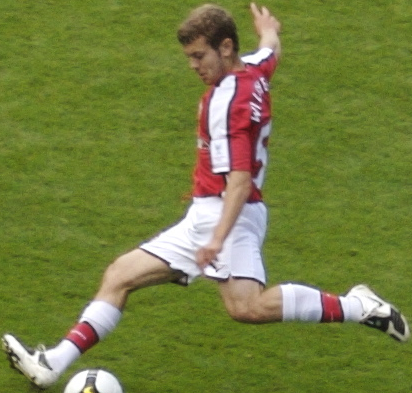
Jack Wilshere con el Arsenal.

Jack Andrew Garry Wilshere (Stevenage, Inglaterra, 1 de enero de 1992) es un exfutbolista y entrenador británico que jugaba en la posición de centrocampista.
Fue internacional con la selección de Inglaterra, con la cual disputó la Copa Mundial de la FIFA 2014.

## Trayectoria

### Como jugador

#### Inferiores
Se incorporó a la Academia del Arsenal en octubre de 2001, cuando tenía nueve años, en su penúltimo año de la escuela primaria. Fue avanzando por las categorías inferiores y a la edad de 15 años fue nombrado capitán de los sub-16, haciendo algunas apariciones con los sub-18. En el verano de 2007, Wilshere hace su aparición en la Champions Youth Cup y a su regreso a Inglaterra, el entrenador de los sub-18, Steve Bould, lo alineó como titular contra el Chelsea sub-18. Anotó su primer gol contra el Aston Villa sub-18 ganando 4-1. A continuación, anotó un triplete contra el Watford sub-18, ayudando a su equipo a conseguir el título del Grupo A. 
En febrero de 2008, hizo su debut con el Arsenal Reserves frente al Reading, anotando el único gol del partido. En abril hizo su debut en casa, frente al equipo de reserva del Derby County, saliendo del banquillo y dando una asistencia a Rhys Murphy. Contra el West Ham United, asistió en el primer gol al delantero portugués Rui Fonte y anotó el segundo gol. A continuación, jugó la Copa Atalanta junto a los sub-16 del club, donde ganó el torneo y se proclamó mejor jugador.

#### Primer equipo
En julio de 2008, Wilshere fue convocado con el primer equipo para realizar la pretemporada. Hizo su debut contra el Barnet sustituyendo a Henri Lansbury en el descanso y dio la asistencia del gol a Jay Simpson. Jack anotó sus dos primeros goles con el Arsenal en una victoria 10-2 contra un Burgenland XI, y de nuevo dos días más tarde en un amistoso contra el Stuttgart, gracias a una volea que entró en la portería de Jens Lehmann anotó el 3-1 final. 
Wilshere hizo su debut como local, en el Emirates Stadium, en la Emirates Cup frente a la Juventus, vistiendo la camiseta número 55. Tras el partido, el mánager del Arsenal, Arsène Wenger habló de algunos jóvenes, entre ellos Wilshere, "Hay algunos jóvenes haciéndolo muy bien para nosotros. Has visto que Jack Wilshere es la sensación del momento. Él es sorprendentemente maduro para su edad, se te olvida la edad que tiene cuando le ves jugar". Wilshere jugó de nuevo al día siguiente contra el Real Madrid sustituyendo a Samir Nasri, y tras el partido, Arsene Wenger señaló: "Yo no miro demasiado su edad, sí lo que está haciendo sobre el terreno de juego, y ahora lo que está haciendo es bueno."
Wenger reveló más tarde que Wilshere tendría sitio en el primer equipo del Arsenal en la temporada 2008-09, y se le dio la camiseta número 19 que antes era usada por el centrocampista Gilberto Silva. Hizo su debut en la Premier League en un partido contra el Blackburn Rovers en Ewood Park el 30 de septiembre de 2008, sustituyendo a Robin van Persie en el minuto 84. A la edad de 16 años y 256 días, fue el jugador más joven del Arsenal en debutar en liga, un récord anteriormente en manos de Gerry Ward. Diez días más tarde, el 23 de septiembre, Wilshere anotó su primer gol con el Arsenal en una victoria 6-0 contra el Sheffield United en la Carling Cup.
El 29 de enero de 2010 se confirmó su paso al Bolton Wanderers en condición de cedido hasta el final de la temporada. Fue convocado a la selección de Inglaterra absoluta por primera vez en agosto de 2010, junto a otra joven promesa del Arsenal, Kieran Gibbs.
Después de una temporada (2010/2011) de ensueño, Wilshere fue elegido por los hinchas del Arsenal como el mejor jugador del mes. Al rechazar una oferta del Manchester City, Jack Wilshere aseguró que "quien besa un escudo no es para irse al día siguiente a otro equipo".
Posteriormente, sufrió una lesión que le hizo perderse toda la temporada 2011-12 y su eminente participación en la Eurocopa 2012. Después de 524 días sin jugar en la Premier League, vuelve ante el Queens Park Rangers el 27 de octubre de 2012.

#### Tramo final de carrera
En febrero de 2022 se unió al Aarhus GF danés tras llevar un tiempo sin equipo. Al acabar la temporada anunció su retirada con 30 años.

#### Selección nacional
Desde 2006 Wilshere ha formado parte de las selecciones inglesas, con 14 años fue convocado con la selección de Inglaterra sub-16. Un año más tarde, con 15 años fue convocado con la selección sub-17 para disputar el Campeonato Europeo de la UEFA Sub-19 2019. En septiembre de 2011 realiza su debut con la selección sub-21 en un partido ante Países Bajos. El 7 de agosto de 2010 fue convocado por primera vez con la selección de fútbol de Inglaterra para disputar un amistoso ante la Hungría. Finalmente debuta con su selección el 11 de agosto al sustituir a Steven Gerrard en el minuto 83. El 12 de mayo de 2014, Wilshere fue incluido por el entrenador Roy Hodgson en la lista final de 23 jugadores que representaron a Inglaterra en la Copa Mundial de Fútbol de 2014.

##### Participaciones en Copas del Mundo
| Mundial           | Sede   | Resultado    | Partidos | Goles |
| ----------------- | ------ | ------------ | -------- | ----- |
| Copa Mundial 2014 | Brasil | Primera fase | 2        | 0     |

##### Participaciones en Eurocopas
| Copa          | Sede    | Resultado        | Partidos | Goles |
| ------------- | ------- | ---------------- | -------- | ----- |
| Eurocopa 2016 | Francia | Octavos de final | 1        | 0     |

### Como entrenador
En julio de 2022 comenzó su etapa de entrenador haciéndose cargo del equipo sub-18 del Arsenal F. C. Ocupó el puesto hasta octubre de 2024, momento en el que se marchó al Norwich City F. C. para unirse al cuerpo técnico de Johannes Thorup. Cuando este fue destituido en abril del año siguiente, asumió el cargo de entrenador de manera interina hasta el final de la temporada. Dirigió los dos partidos que restaban y el 24 de mayo ambas partes acordaron su salida.

## Clubes y estadísticas

### Clubes
Estadísticas actualizadas al final de su carrera.
| Club                              | Div.          | Temporada     | Liga  | Liga  | Copas nacional | Copas nacional | Copas internacional | Copas internacional | Total | Total |
| Club                              | Div.          | Temporada     | Part. | Goles | Part.          | Goles          | Part.               | Goles               | Part. | Goles |
| --------------------------------- | ------------- | ------------- | ----- | ----- | -------------- | -------------- | ------------------- | ------------------- | ----- | ----- |
| Arsenal F. C. Inglaterra          | 1.ª           | 2008-09       | 1     | 0     | 5              | 1              | 2                   | 0                   | 8     | 1     |
| Arsenal F. C. Inglaterra          | 1.ª           | 2009-10       | 1     | 0     | 3              | 0              | 3                   | 0                   | 7     | 0     |
| Bolton Wanderers F. C. Inglaterra | 1.ª           | 2009-10       | 14    | 1     | ―              | ―              | ―                   | ―                   | 14    | 1     |
| Bolton Wanderers F. C. Inglaterra | Total club    | Total club    | 14    | 1     | 0              | 0              | 0                   | 0                   | 14    | 1     |
| Arsenal F. C. Inglaterra          | 1.ª           | 2010-11       | 35    | 1     | 7              | 0              | 7                   | 1                   | 49    | 2     |
| Arsenal F. C. Inglaterra          | 1.ª           | 2011-12       | 0     | 0     | 0              | 0              | 0                   | 0                   | 0     | 0     |
| Arsenal F. C. Inglaterra          | 1.ª           | 2012-13       | 25    | 0     | 5              | 1              | 3                   | 1                   | 33    | 2     |
| Arsenal F. C. Inglaterra          | 1.ª           | 2013-14       | 24    | 3     | 4              | 0              | 7                   | 2                   | 35    | 5     |
| Arsenal F. C. Inglaterra          | 1.ª           | 2014-15       | 14    | 2     | 3              | 0              | 5                   | 0                   | 22    | 2     |
| Arsenal F. C. Inglaterra          | 1.ª           | 2015-16       | 3     | 0     | 0              | 0              | 0                   | 0                   | 3     | 0     |
| Arsenal F. C. Inglaterra          | 1.ª           | 2016-17       | 2     | 0     | ―              | ―              | ―                   | ―                   | 2     | 0     |
| AFC Bournemouth Inglaterra        | 1.ª           | 2016-17       | 27    | 0     | 0              | 0              | ―                   | ―                   | 27    | 0     |
| Arsenal F. C. Inglaterra          | 1.ª           | 2017-18       | 20    | 1     | 5              | 0              | 13                  | 1                   | 38    | 2     |
| Arsenal F. C. Inglaterra          | Total club    | Total club    | 125   | 7     | 32             | 2              | 40                  | 5                   | 197   | 14    |
| West Ham United F. C. Inglaterra  | 1.ª           | 2018-19       | 8     | 0     | 0              | 0              | ―                   | ―                   | 8     | 0     |
| West Ham United F. C. Inglaterra  | 1.ª           | 2019-20       | 8     | 0     | 2              | 1              | ―                   | ―                   | 10    | 1     |
| West Ham United F. C. Inglaterra  | 1.ª           | 2020-21       | 0     | 0     | 1              | 0              | ―                   | ―                   | 1     | 0     |
| West Ham United F. C. Inglaterra  | Total club    | Total club    | 16    | 0     | 3              | 1              | 0                   | 0                   | 19    | 1     |
| AFC Bournemouth Inglaterra        | 2.ª           | 2020-21       | 15    | 1     | 2              | 1              | ―                   | ―                   | 17    | 2     |
| AFC Bournemouth Inglaterra        | Total club    | Total club    | 42    | 1     | 2              | 1              | 0                   | 0                   | 44    | 2     |
| AGF Aarhus Dinamarca              | 1.ª           | 2021-22       | 14    | 0     | ―              | ―              | ―                   | ―                   | 14    | 0     |
| AGF Aarhus Dinamarca              | Total club    | Total club    | 14    | 0     | 0              | 0              | 0                   | 0                   | 14    | 0     |
| Total carrera                     | Total carrera | Total carrera | 211   | 9     | 37             | 4              | 40                  | 5                   | 288   | 18    |

### Como entrenador
| Norwich City F. C. Inglaterra | 2.ª   | 2024-25 | 2 | 1 | 1 | 0 | 13.º | - | - | - | - | - | - | - | - | - | - | - | - | - | 2 | 1 | 1 | 0 | 66.67% | 4 | 2 | +2 |
| Norwich City F. C. Inglaterra | Total | Total   | 2 | 1 | 1 | 0 | -    | - | - | - | - | - | - | - | - | - | - | - | - | - | 2 | 1 | 1 | 0 | 66.67% | 4 | 2 | +2 |

#### Resumen por competiciones
| Competición      | Partidos | Ganados | Empatados | Perdidos | %      | Resultado   |
| ---------------- | -------- | ------- | --------- | -------- | ------ | ----------- |
| EFL Championship | 2        | 1       | 1         | 0        | 66.67% | 13.º lugar  |
| Total            | 2        | 1       | 1         | 0        | 66.67% | Sin títulos |

## Polémica
El 9 de octubre de 2013 hizo unas declaraciones consideradas por muchos como xenófobas: "Sólo los ingleses deberían jugar por Inglaterra. Vivir en Inglaterra durante cinco años no te hace inglés". Dijo esto luego de la posibilidad de que Adnan Januzaj, belga de origen albanés residente en Inglaterra y futbolista revelación del Manchester United, hubiera sido convocado a la selección inglesa. No obstante, agregó que Januzaj era un gran futbolista y que le hubiera gustado que fuera inglés. Metido en otra polémica, Wilshere fue pillado fumando fuera de un club nocturno y en una fiesta en Las Vegas con su compañero de selección, Joe Hart.

## Palmarés

### Títulos nacionales
| Título           | Club          | País       | Año  |
| ---------------- | ------------- | ---------- | ---- |
| FA Cup           | Arsenal F. C. | Inglaterra | 2014 |
| Community Shield | Arsenal F. C. | Inglaterra | 2014 |
| FA Cup           | Arsenal F. C. | Inglaterra | 2015 |
| Community Shield | Arsenal F. C. | Inglaterra | 2015 |